# Montagnes valdôtaines
 (janvier 2018).
Si vous disposez d'ouvrages ou d'articles de référence ou si vous connaissez des sites web de qualité traitant du thème abordé ici, merci de compléter l'article en donnant les références utiles à sa vérifiabilité et en les liant à la section « Notes et références ».
Montagnes valdôtaines est le titre d'une chanson populaire de la Vallée d'Aoste. Elle a été approuvée comme hymne officiel de cette région par l'article 8 de la loi régionale no 6 du 16 mars 2006, selon l'harmonisation de Teresio Colombotto.
Cette chanson doit sa popularité surtout au fait qu'il introduit le programme radiophonique d'information La voix de la vallée, transmis par le siège régional de la Rai.

## Histoire
L'auteur de la mélodie est Alfred Roland, compositeur, poète et fondateur du conservatoire de musique de Bagnères-de-Bigorre, et le titre original est La Tyrolienne des Pyrénées.
L'adaptation des paroles a été effectuée par la poétesse saint-martinoise Flaminie Porté (1885-1941).
Les paroles et la partition ont été officialisés par la délibération de la junte régionale n. 2252 du 4 août 2006.

## Paroles
Montagnes valdôtaines

Vous êtes mes amours

Hameaux, clochers, fontaines

Vous me plairez toujours

Rien n'est si beau que ma patrie

Rien n'est si doux que mon amie

Ô montagnards (bis)!

Chantez en chœur (bis) !

De mon pays (bis)

la paix et le bonheur !

Halte là ! Halte là ! Halte là !

Les montagnards (bis)

Halte là ! Halte là ! Halte là 

Les montagnards sont là !